# Rhabdops
Rhabdops är ett släkte av ormar. Rhabdops ingår i familjen snokar.
Arterna är med en längd upp till 75 cm små ormar. De förekommer i Indien, södra Kina och norra Myanmar. Dessa ormar jagar troligen ryggradslösa djur. Annars är levnadssättet okänt.
Arter enligt Catalogue of Life och The Reptile Database:
- Rhabdops bicolor
- Rhabdops olivaceus